# Cleaning Out the Closet
Cleaning Out The Closet es un disco creado por el Fan Club internacional de Dream Theater, el cual recopila canciones inéditas y B-Sides de la banda, ordenadas cronológicamente. Al igual que el primer disco del fan club, International Fan Club Cristhmas CD, este disco navideño corresponde a temas grabados en estudio, con la diferencia que esta vez son canciones propias de Dream Theater, y no covers. Algunas de las canciones fueron grabadas en la era con el ex-tecladista de Dream Theater Kevin Moore, y otras con Derek Sherinian. Las canciones fueron grabadas en la era de Images and Words, Awake y Falling into Infinity.

## Lista de canciones
1. Don't Look Past Me (Moore) - 4:24
- Grabado en las sesiones de Images and Words

2. To Live Forever '91 (Petrucci) - 4:40
- Versión del año 1991, grabado en las sesiones de Images and Words

3. To Live Forever '94 (Petrucci) - 4:57
- Remastericación del año 1994
- B-Side de Lie
- La canción es versionada en el VHS 5 Years in a LIVEtime, el DVD When Dream and Day Reunite y se incluye en el recopilatorio Greatest Hit (...and 21 Other Pretty Cool Songs)

4. Eve (Moore)- 5:11
- Grabado en las sesiones de Awake
- Es el B-Side del sencillo The Silent Man

5. Raise The Knife (Portnoy) - 11:38
- Grabado en las sesiones de Falling into Infinity
- Una versión de esta canción se puede escuchar en el CD/DVD Score

6. Where Are You Now (Petrucci) - 7:29
- Grabado en las sesiones de Falling into Infinity

7. The Way it Used to Be (LaBrie) - 7:47
- Grabado en las sesiones de Falling into Infinity
- Se encuentra como B-Side de Hollow Years

8. Cover My Eyes (Petrucci) - 3:25
- Grabado en las sesiones de Falling into Infinity
- Una versión de la canción puede ser encontrada en el VHS 5 Years in a LIVEtime

9. Speak to Me (LaBrie) - 6:10
- Grabado en las sesiones de Falling into Infinity
- Una versión de la canción puede ser encontrada en el VHS 5 Years in a LIVEtime

## Personal
- James LaBrie - Voz
- John Petrucci - Guitarra
- Kevin Moore (solo hasta "Eve") y Derek Sherinian (hasta "Speak to Me") - Piano
- John Myung - Bajo
- Mike Portnoy - Batería y coros

- Datos: Q5772349